# Phytobia furcata
Phytobia furcata är en tvåvingeart som först beskrevs av Mitsuhiro Sasakawa 1963.  Phytobia furcata ingår i släktet Phytobia och familjen minerarflugor. Inga underarter finns listade i Catalogue of Life.